# Castello di Chillingham

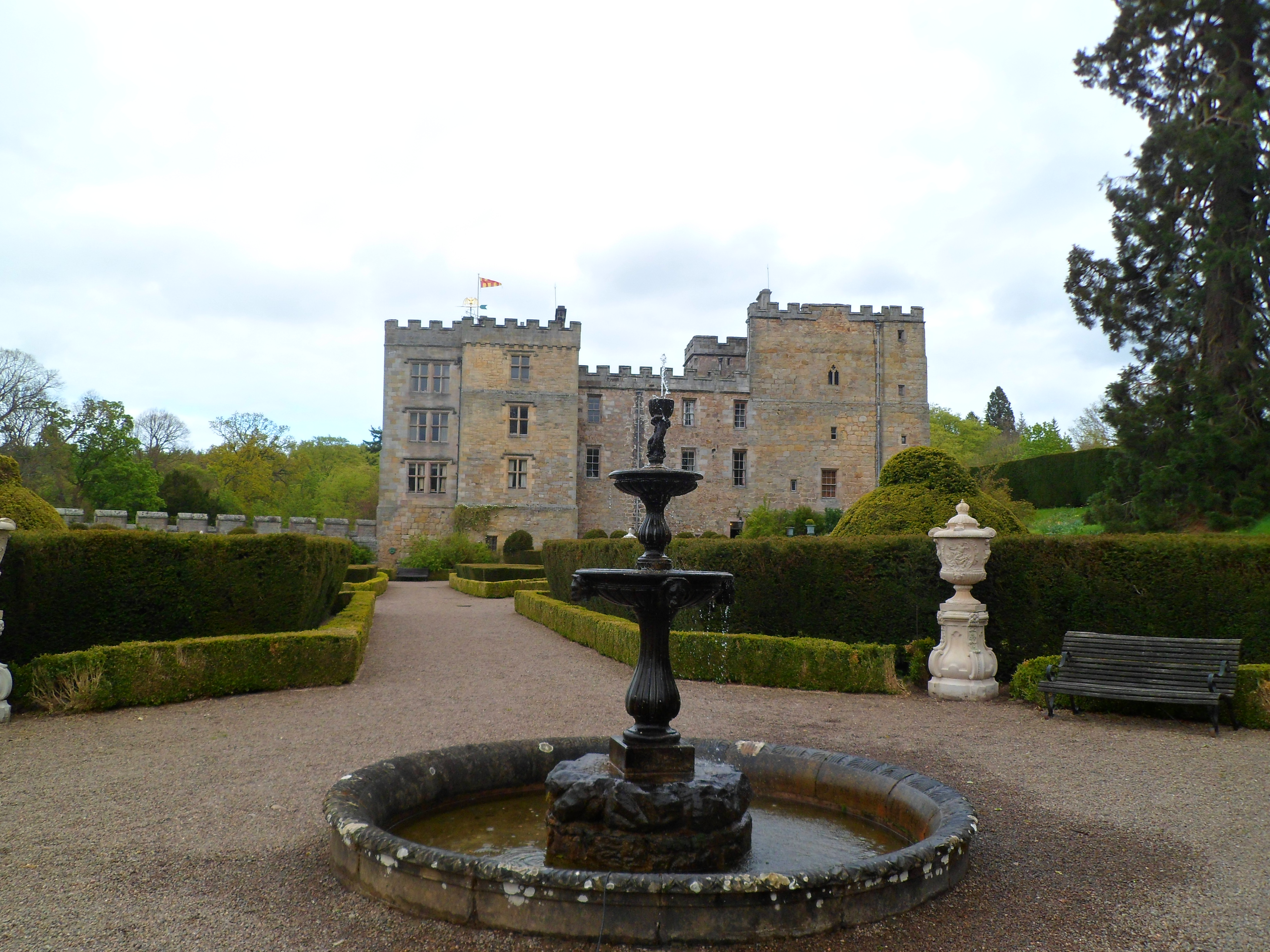
Veduta del castello e dei giardini

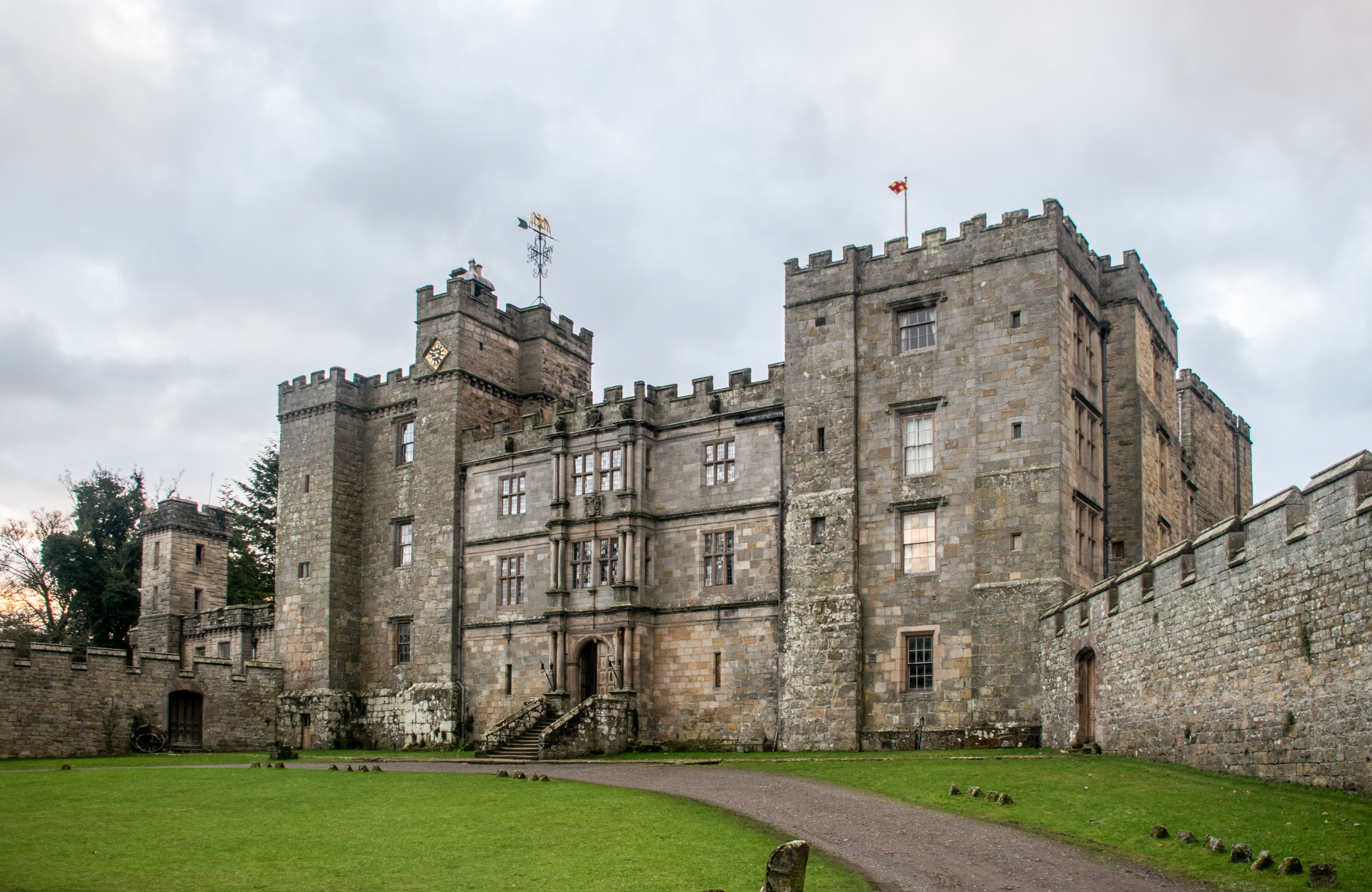
Facciata del castello

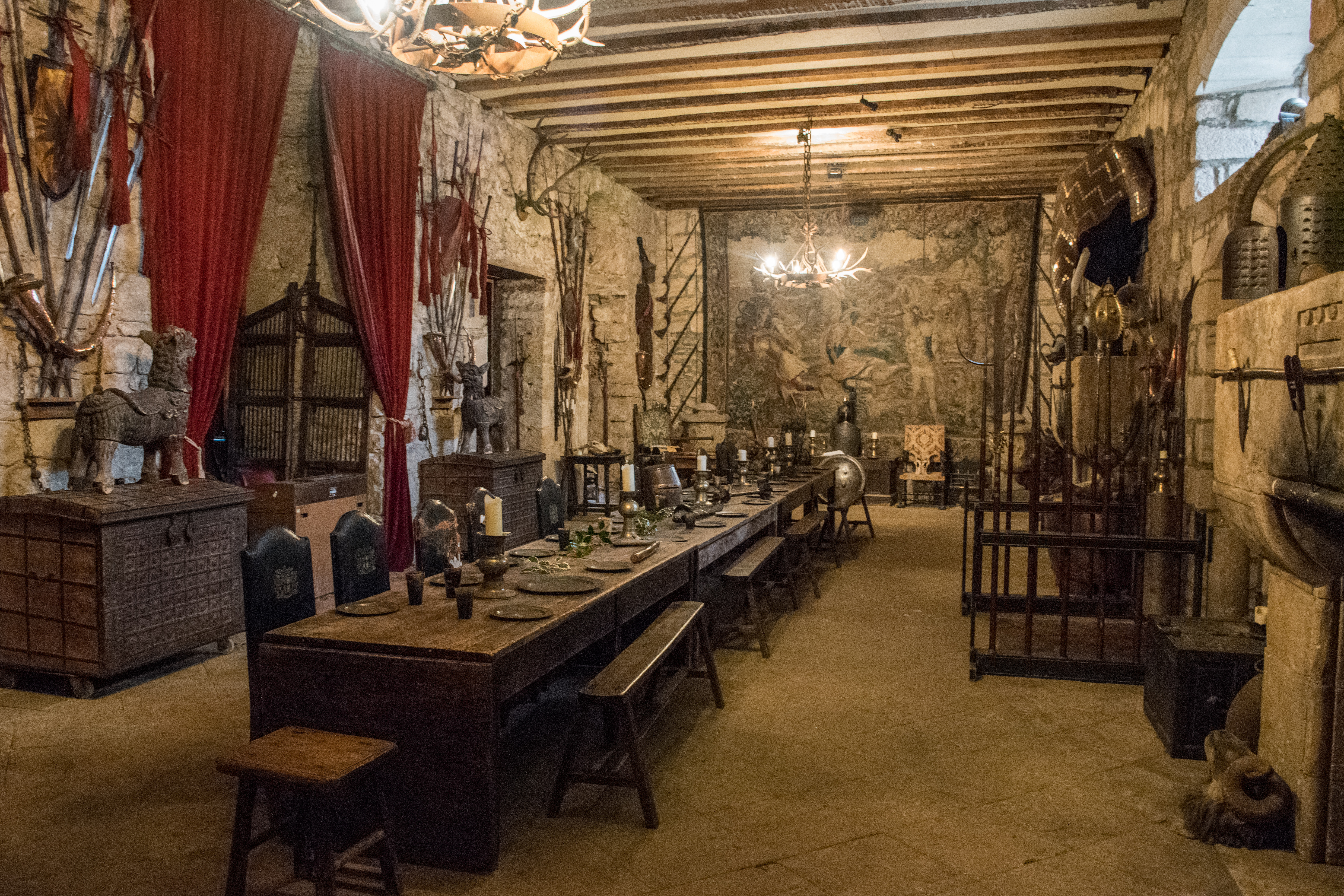
La Great Hall

Il castello di Chillingham (in inglese Chillingham Castle) è un castello del villaggio inglese di Chillingham, nella contea del Northumberland (Inghilterra nord-orientale): eretto nel XIII secolo e ampliato nel corso del XIV, XVII, XVIII e XIX secolo, fu la residenza della famiglia Grey.
L'edificio è classificato come castello di primo grado.

## Storia
La famiglia Grey, discendente dai Croys, che erano imparentati con Guglielmo il Conquistatore, divenne proprietaria di Chillingham dal 1246 e fece realizzare il castello sulle fondamente di un preesistente monastero. Il maniero originario venne distrutto durante un'incursione degli Scozzesi nel 1296 e fu sostituito da un torrione.
Nel 1298, il castello venne visitato da re Edoardo I d'Inghilterra, che si trovava in viaggio verso nord, dove lo attendeva una battaglia contro William Wallace.
In seguito, nel 1344, Sir Thomas Grey ottenne il permsso di fortificare l'edificio, al quale quattro anni dopo furono aggiunte quattro torri angolari.
Il castello venne danneggiato durante la rivolta nota come pellegrinaggio di Grazia (1536-1537). La struttura del castello rimase tuttavia pressoché inalterata sino al 1604, quando, in occasione della visita di re Giacomo I d'Inghilterra, furono aggiunte delle gallerie Tudor. Nel 1610, fu poi (probabilmente sotto la direzione di Inigo Jones) rimaneggiata l'ala settentrionale.
Successivamente, nel corso del XVIII secolo, venne realizzato su progetto del celebre architetto Capability Brown un giardino attorno al castello. Ulteriori aggiunte furono poi realizzate in seguito su progetto di Jeffry Wyattville, l'architetto dei giardini del castello di Windsor.
La famiglia Grey risiedette nel castello di Chillingham fino al 1932. Nel decennio, successivo, nel corso della seconda guerra mondiale, furono effettuati ad opera delle truppe tedesche degli scavi attorno al castello, che riportarono alla luce alcuni reperti (tra cui alcune asce) risalenti all'età del Bronzo.
Nel 1982, il castello di Chillingham venne acquistato dal baronetto Humphry Wakefield, marito di una discendente della famiglia Grey.

## Descrizione
Il castello è a forma di quadrilatero e presenta quattro torri angolari.
Tra i punti d'interesse, figurano la Great Hall, una stanza in stile elisabettiano, decorata con dipinti raffitguranti dei menestrelli medievali, e la stanza dove alloggiò Edoardo I.
Il castello è circondato da un parco di 600 acri. Nel parco del castello, vivono circa 80-90 esemplari tra cervi bianchi e altri capi di bestiame, discendenti degli animali selvatici che popolavano la zona attorno a Chillingham nel XIV secolo: si tratta dell'unica mandria allo stato brado al mondo.

## Leggende
Il castello di Chillingham è noto, secondo le leggende, come il castello più infestato dai fantasmi dell'Inghilterra, se non di tutta la Gran Bretagna.
Il fantasma più celebre del castello di Chillingham è il cosiddetto "ragazzo luminoso" (radiant boy), che sarebbe un bambino di cui sono state rinvenute le ossa nella mura del castello. Un altro fantasma celebre è quello di Lady Berkeley, moglie di Lord Grey, che il marito tradì con la sorella.
Nella dispensa del castello si aggirerebbe poi il fantasma di una donna vestita di bianco, così come sarebbero state udite delle voci all'interno della cappella.